# João Comneno (governador)
João Comneno (em grego: Ἰωάννης Κομνηνός) foi um aristocrata bizantino, o sobrinho do imperador Aleixo I Comneno (r. 1081–1118) e governador (duque) de longo prazo da cidade estrategicamente importante e o tema homônimo de Dirráquio.

## Biografia

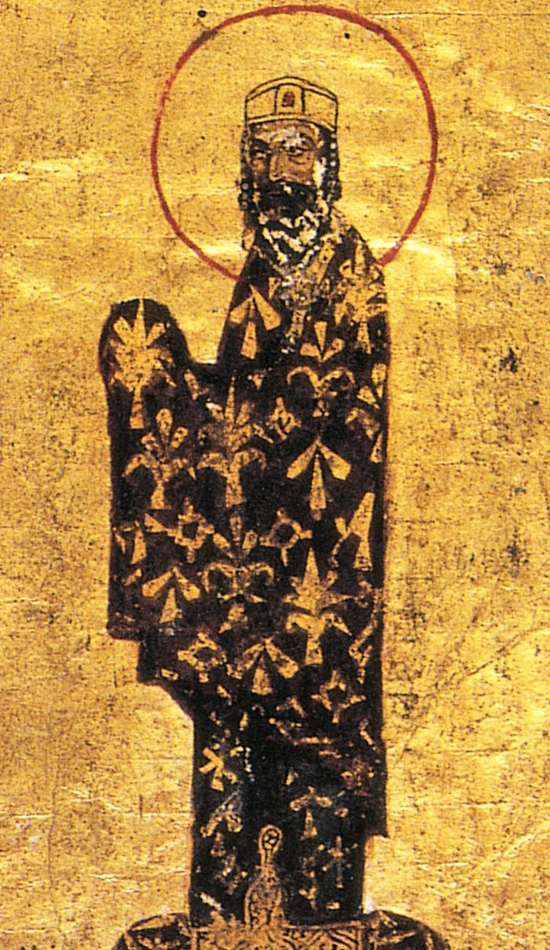
r.

João nasceu provavelmente ca. 1074, o varão do irmão mais velho de Aleixo, o sebastocrator Isaac Comneno, e sua esposa georgiana, Irene da "Alânia". Em 1081, seu tio, o imperador Aleixo I Comneno, propôs o casamento de João e uma princesa germânica, filha do sacro imperador romano-germânico Henrique IV (r. 1056–1105), mas nada veio deste.
No começo de 1091, João foi escolhido por Aleixo para substituir João Ducas como governador (duque) de Dirráquio, na atual Albânia. A cidade era de grande importância para o Império Bizantino, como a "chave da Albânia" e o principal ponto de entrada da Itália nos Bálcãs, um fato ilustrado pelo papel que desempenhou na invasão normanda nos anos iniciais do reinado de Aleixo. Logo após assumir de seus deveres, contudo, foi acusado por Teofilacto de Ácrida de conspirar contra o imperador bizantino. Para defender a si mesmo contra a acusação, João viajou para Filipópolis, local onde Aleixo residia. Não está claro se as alegações tinham alguma solidez; no entanto, o caso evoluiu para uma briga familiar entre Aleixo e seu irmão Isaac, que estava também presente. Finalmente, Aleixo rejeitou as alegações e reconfirmou João em seu posto.
Mais tarde, em 1094, apesar de sua inexperiência militar, João foi encarregado de confrontar os raides dos sérvios sob Vucan da Ráscia na província bizantina. João deixou-se envolver em prolongadas negociações com o governante sérvio, dando a ele tempo precioso para preparar suas forças. Quando estava pronto, Vucan atacou os bizantinos próximo de Lipênio e infligiu uma pesada derrota sobre ele. João viajou para Constantinopla para explicar sua derrota para Aleixo, mas não foi afastado de seu posto. Em 1096, recebeu e hospedou o conde Hugo I de Vermandois, cuja frota tinha naufragado na costa de Dirráquio. João provavelmente ainda era duque de Dirráquio em 1105/1106, quando é registrado por Ana Comnena como tendo sido derrotado em uma campanha contra os dálmatas. Como a ameaça de uma renovada invasão normanda por Boemundo apareceu, o imperador substituiu João por Aleixo, o irmão mais jovem dele.

## Casamento
O nome e identidade da esposa de João é incerto. Pode ser o sobrinho de Aleixo I Comneno chamado João que é registrado como casado com uma filha de nome desconhecido de Miguel VII Ducas (outros candidatos incluem João Taronita e Adriano Comneno, o irmão de Aleixo Comneno, que levou o nome monástico de João). Outro "João Comneno", casado com uma "Ana Ducena", e seus descendentes, são mencionados em inscrições tumulares na igreja de Pamacaristo em Constantinopla, que eles fundaram. Vários autores, contudo, incluindo Paul Magdalino, Jean-Claude Cheynet e Konstantinos Varzos, identificam este João com Adriano, e não com o governador de Dirráquio. O Oxford Dictionary of Byzantium, seguindo estes autores, dá menciona Maria Ducena como esposa de João.